# Arzenc-d'Apcher
Arzenc-d'Apcher är en kommun i departementet Lozère i regionen Occitanien i södra Frankrike. Kommunen ligger i kantonen Fournels som tillhör arrondissementet Mende. År 2022 hade Arzenc-d'Apcher 51 invånare.

## Befolkningsutveckling
Antalet invånare i kommunen Arzenc-d'Apcher
| Referens: INSEE |